# IC 4721
IC 4721 је спирална галаксија у сазвјежђу Паун која се налази на листи објеката дубоког неба у Индекс каталогу.
Деклинација објекта је - 58° 29' 50" а ректасцензија 18h 34m 24,7s. Привидна величина (магнитуда) објекта IC 4721 износи 11,8 а фотографска магнитуда 12,5. Налази се на удаљености од 23,221 милиона парсека од Сунца. IC 4721 је још познат и под ознакама ESO 140-27, AM 1830-583, PGC 62066.